# Автошлях Т 0112
Автошля́х Т 0112 — автомобільний шлях територіального значення в Автономній Республіці Крим. Пролягає територією Нижньогірського та Білогірського районів через Нижньогірський — Білогірськ. Загальна довжина — 54,1 км.

## Маршрут
Автошлях проходить через такі населені пункти:
| Автошлях Т 0112           |        |
| Автономна Республіка Крим |        |
| Нижньогірський район      |        |
| Нижньогірський            | Т 0110 |
| Желябовка                 |        |
| Іванівка                  |        |
| Заріччя                   |        |
| Сєрове                    |        |
| Садове                    |        |
| Піни                      |        |
| Білогірський район        |        |
| Зибини                    |        |
| Мельники                  |        |
| Вишенне                   |        |
| Біла Скеля                |        |
| Яблучне                   |        |
| Білогірськ                | Р23    |